# Registrace k volbě prezidenta České republiky 2013
Doba na podání kandidatury skončila 6. listopadu 2012 v 16:00. Ministerstvo vnitra dostalo celkem 20 kandidátních listin, z toho 9 uchazečů předložilo velmi malé množství podpisů a často nevyhověli dalším formálním podmínkám. V osmidenní lhůtě poté (66–60 dnů přede dnem volby) ministerstvo podle zákona přezkoumalo náležitosti listin (musí obsahovat např. politickou příslušnost kandidáta či data o volebním účtu a penězích na něm). Na konci osmidenní lhůty, 14. listopadu, vyzvalo navrhovatele k odstranění závad. Přitom tvrdilo, že Miloš Zeman uvedl chybně adresu trvalého pobytu, ale poté se ukázalo, že pouze uvedl název ulice Brdíčkova (chybně s čárkou nad „i“) místo Brdičkova, takže ho ministerstvo nedokázalo ztotožnit a místo správné adresy nalezlo v registru obyvatel jeho jmenovce na zcela odlišné adrese (v ulici Na Farkáně III). Kláře Samkové v prvním přípisu sdělilo, že dodala jen 128 podpisů, ačkoliv dodala 128 archů podpisů, což Nejvyšší správní soud později zhodnotil jako pouhou písařskou chybu, nikoliv projev masivních nesrovnalostí a lehkomyslnosti, jak tyto nedostatky zhodnotila Samková.
Lhůta na opravu skončila po osmi dnech, 22. listopadu. Již v týdnu od 12. listopadu se v médiích objevily zprávy, že množství neplatných podpisů na všech peticích je mimořádně velké; MV je odmítlo komentovat. 22. listopadu večer zveřejnila agentura Mediafax zprávu, že po vyřazení neplatných podpisů nedosáhnou 50 tisíc Jana Bobošíková, Vladimír Dlouhý a Tomio Okamura, kteří měli podpisů nejméně. Bobošíková i Okamura uvedli, že se budou bránit soudně, pokud se ukáže, že podpisy byly vyřazeny jen kvůli formálním chybám. 23. listopadu ve 13:30 (49 dnů před zahájením volby) MV oznámilo, že skutečně zaregistrovalo jen osm uchazečů.
13. prosince 2012 nařídil Nejvyšší správní soud dodatečné zaregistrování Jany Bobošíkové, 14. prosince 2012 byla 9 zaregistrovaným kandidátům vylosována čísla.

## Odmítnuté registrace
Ministerstvo provedlo trojí kontrolu petic. V první nezapočítalo všechny podporovatele, u nichž chyběl některý z údajů (jméno, příjmení, datum narození, místo trvalého pobytu nebo podpis); takových bylo jen málo a většinu z nich vyškrtli již sami organizátoři petice. Poté byl u každé petice kontrolován namátkově vybraný vzorek 8 500 podpisů proti registru obyvatel; jelikož chybovost byla vesměs přes 3 %, následoval druhý stejně veliký vzorek a ministerstvo pak mělo odečíst „počet občanů, který procentuálně odpovídá chybovosti v obou kontrolních vzorcích“ (§ 25 odst. 4–6 zákona).
Rozhodnutí bylo vzápětí zpochybněno s tím, že ministerstvo udělalo při výpočtu neplatných hlasů hrubou chybu, když procenta z obou vzorků sečetlo, místo aby určilo chybovost souboru obou vzorků (popřípadě zprůměrovalo chybovost obou vzorků); při odečtení chybovosti obou vzorků, nikoliv součtu chybovostí, by přitom Jana Bobošíková měla asi o 800 podpisů nad padesátitisícovou hranici. Ministr vnitra Jan Kubice 26. listopadu obhajoval postup ředitele odboru všeobecné správy MV Václava Henycha, který slova zákona „chybovost v obou kontrolních vzorcích“ vyložil jako součet chybovostí a formulaci v důvodové zprávě „bude-li chybovost v obou kontrolních vzorcích takto zjištěná celkem 10 %, odečítá se 10 % občanů podepsaných na petici“ s poukazem na slovo „celkem“ vykládal tak, že je v ní „natvrdo napsáno, že je to součet“. Ministr rovněž odmítl návrh Jany Bobošíkové a dalších, aby správní úkony založené na této matematické operaci ministerstvo samo napravilo i bez soudu, a trval na Henychově tvrzení, že byl použit jeden z možných výkladů zákona. Menšina komentátorů, například JUDr. PhDr. Petr Mlsna, Ph.D., vrchní ředitel Sekce Legislativní rady vlády, který psal paragrafové znění novely ústavy a sledoval schvalování prováděcího zákona připraveného ministerstvem vnitra, tvrdí, že zákon takové ustanovení (čímž myslel hypotetické ustanovení o sčítání chybovosti) obsahuje záměrně jako penalizaci nepoctivých kandidátů. Za Henychův výklad zákona se kromě Jana Kubiceho postavil i ministr Miroslav Kalousek.
Adam Ptašnik, zakladatel oboru Právnické výpočty na Právnické fakultě MU, označil postup ministerstva z tohoto hlediska za nesprávný, správné je podle něj sečíst absolutní počty vadných podpisů v obou vzorcích a tento součet vztáhnout k počtu všech podpisů v obou vzorcích (tedy k 17 000). Bývalá ústavní soudkyně a senátorka Eliška Wagnerová v televizním pořadu Otázky Václava Moravce připomněla, že pokud by bylo možných více výkladů zákona, soud musí především zajistit co nejsvobodnější politickou soutěž a tedy by se měl přiklonit k tomu výkladu, který je po kandidáty příznivější. Dokladem nejednoznačnosti zákona je podle ní už to, že se o část jeho textu vede taková debata.
Kritizováno bylo i to, že zákonný postup nezohledňuje vliv statistické chyby. Statistik Michal Škop ze sdružení KohoVolit.eu upozornil, že pokud by podpisy byly náhodně vybrány a kontrolovány shodnou metodou, bylo by krajně nepravděpodobné (méně než 1 ku miliardě), aby v jednom vzorku u Jany Bobošíkové činila chybovost 7,7 % a v druhém 11,5 %; při náhodném výběru by se drtivá většina dvojtestů měla lišit maximálně o 1 procentní bod. Statistická vypovídací hodnota byla snížena tím, že nebyly ke kontrole vybírány jednotlivé podpisy, ale celé archy. Nesystematické bylo rovněž vyřazování podpisů pro duplicitu – v prvním vzorku byla posuzována pouze duplicita v rámci tohoto vzorku, ve druhém vzorku i duplicita s osobami obsaženými v prvním vzorku.
Proti vyřazení petentů, kteří neuvedli místo trvalého pobytu, se ohradil Tomio Okamura poté, co zjistil, že většina vyřazených podpisů má chybu v adrese a nejde tedy o neexistující petenty, avšak zákon podle něj tento údaj nepožaduje (§ 25 odst. 3 zákona požaduje „jméno, příjmení, datum narození a adresu místa trvalého pobytu“). Vyškrtnutí takových podpisů považuje za omezování ústavních práv petentů. Tomáš Pecina upozornil na to, že vzor podpisového archu, který ministerstvo vystavilo, v nadpise kolonek neuvádí, že se má vyplňovat místo trvalého pobytu a nikoliv skutečné bydliště, což mohlo řadu petentů zmást (navíc pro vlastní podpis je na archu vyhrazeno neadekvátně malé pole vhodné spíše pro parafu). Navíc vzor archu neobsahuje u podpisu ani jinde na archu místo pro datum, takže ministerstvo nemělo možnost určit, zda bydliště bylo aktuální k datu podpisu.

## Stížnosti k registračnímu řízení

### Průběh řízení
Kandidáti se do 28. listopadu (do 16 hodin) mohli obrátit na Nejvyšší správní soud České republiky; ten musel rozhodnout do 15 dnů, tedy do 13. prosince. NSS obdržel ve stanovené lhůtě 9 stížností a jednu o den později. Dvě podal Jiří Kesner, po jedné Tomio Okamura, Klára Samková (která zároveň jako advokátka zastupuje Okamuru), Petr Cibulka a Karel Světnička. Sedmou stížnost podal 28. listopadu Vladimír Dlouhý. Krom zpochybnění výpočtu tvrdil, že řada podpisů byla škrnuta neprávem, protože petenty se podařilo ztotožnit, pouze měli chybu v adrese nebo jiném údaji, že ministerstvo škrtlo i několik podpisů se správnými údaji a že tak má 53 tisíc platných podpisů. Poslední dvě stížnosti podaly Jana Bobošíková a Anna Kašná.
Nejvyšší správní soud rozhodoval v sedmičlenném senátu pro volební věci, který tvoří předseda JUDr. Vojtěch Šimíček a soudci JUDr. Josef Baxa (předseda NSS), JUDr. Jakub Camrda, JUDr. Zdeněk Kühn, JUDr. Radan Malík, JUDr. Jan M. Passer a JUDr. Petr Průcha; o části stížností rozhodoval senát ve složení, v němž místo Kühna byla JUDr. Lenka Kaniová.
O všech podaných stížnostech rozhodl NSS až v poslední možný den, 13. prosince 2012. Vyhověl stížnostem na chybný výpočet „chybovosti obou kontrolních vzorků“ a na základě přepočtu nařídil ministerstvu vnitra zaregistrovat Janu Bobošíkovou a zrušil jeho předchozí rozhodnutí o zamítnutí její registrace. Všechny ostatní námitky soud zamítl.

### Požadavek podpůrných petic
Jiří Kesner, k jehož petici bylo přiloženo jen 54 podpisů, zpochybňoval ústavní a zákonné ustanovení o nutnosti podpořit kandidátní listinu peticí podepsanou alespoň 50 000 občany jako nejednoznačné, protože to může znamenat také „padesátitisícovými občany“, ve smyslu občanů majících padesát tisíc či beroucích takový plat, nebo „padesátitisícími občany“ ve smyslu jejich pořadí, nebo alespoň padesáti „třínulovými občany“ (podle vzoru mouky hladké světlé 00 extra speciál, tzv. dvounulky). Výklad požadující 50 000 podpisů by podle Kesnera byl v rozporu s rovností občanů s poslanci a senátory, jež vyplývá z Listiny základních práv a svobod. Tyto výklady NSS označil za odraz pozoruhodné interpretační kreativity navrhovatele, avšak odmítl je, protože nemají žádnou oporu v textu obou ustanovení a byly by v rozporu s principem rovnosti občanů. Privilegovanost poslanců a senátorů naopak soud uznal jako odraz reprezentace vzešlé z přímých voleb.
Rovněž Petr Cibulka namítal protiústavnost zákona o volbě prezidenta, zejména požadavku na podpůrnou petici s 50 000 podpisy, který považuje za svévolný a diskriminační, zvýhodňující vedle kandidátů podporovaných parlamentními stranami kandidáty napojené na zdroje velkých finančních prostředků, protože zákon neupravuje financování výdajů na sběr podpisů. Soud námitku zamítl s tím, že nejde namítat protiústavnost požadavku, který vychází přímo z ústavy. Protiústavnost přímé volby i požadavku 50 000 podpisů namítala i Klára Alžběta Samková, která uvedla, že v okolních zemích je vyžadovaný počet podporujících osob výrazně menší a česká úprava tak nepřiměřeně diskriminuje občanské kandidáty se skrytým cílem skutečné přímé volbě zabránit. K tomu, že Klára Samková napadala ústavnost ústavního zákona, soud konstatoval, že již z podstaty věci nelze v zásadě zpochybnit ústavnost ústavy. Soud vyjádřil přesvědčení, že zavedením přímé volby a požadavku počtu podporovatelů nebylo zasaženo nezměnitelné materiální jádro ústavy. Protiústavnost novely o přímé volbě prezidenta a požadavku 50 000 podpisů i prováděcího zákona uplatnil ve své stížnosti i Tomio Okamura, kterého zastupovala Klára Alžběta Samková. Za neúměrně přísný označily požadavek 50 000 podpisů ve své stížnosti i Jana Bobošíková s Evou Morávkovou – k této námitce se soud nevyjádřil, protože by to nijak neovlivilo rozhodnutí soudu vyhovět jejich návrhu.
Jiří Kesner rovněž zpochybňoval ústavnost požadavku petiční podpory s tím, že fakticky narušuje princip tajnosti volby prezidenta čl. 56 Ústavy, třebaže není jisté, že petenti budou skutečně hlasovat pro toho, koho podpořili. Soud námitku odmítl s tím, že tajnost volby není peticí nijak narušena.

### Působnost petičního zákona
Jiří Kesner rovněž namítl, že svou petici předložil spolu s kandidátní listinou již 26. září 2012, tedy ještě před účinností zákona o volbě prezidenta republiky, takže podmínky tohoto zákona se na něj nevztahovaly, resp. podle přechodného ustanovení tohoto zákona stačilo, že jeho petice splnila podmínky obecného zákona o právu petičním (§ 75 zákona o volbě prezidenta říká, že nezbytné úkony spojené s volbou prezidenta učiněné přede dnem nabytí účinnosti tohoto zákona se považují za úkony učiněné podle tohoto zákona). Protože podle zákona může podat pouze jednu kandidátní listinu, nemohl po nabytí účinnosti zákona podat další kandidátní listinu, která by podmínky splňovala lépe. Soud tento názor odmítl. Podle soudu tento typ petice nespadá do definice petice v zákonu o právu petičním, protože nejde o žádost, návrh ani stížnost ve smyslu petičního zákona; použití slova „petice“ podle soudu v tomto případě neznamená podřazení zákonu o právu petičním. Soud rovněž zpochybnil nezbytnost daného úkonu, protože nebylo nezbytné jej učinit před účinností zákona o volbě prezidenta. V rozhodnutí o stížnosti Kláry Samkové však soud konstatoval, že „nezbytnými úkony spojenými s volbou prezidenta“ zákonodárce i navrhovatel zákona rozuměli i podpisy shromážděné před účinností zákona.
Přiměřenou aplikaci zákona o právu petičním předpokládala ve své stížnosti též Klára Alžběta Samková. Považovala za porušení principů petičního práva, že petiční iniciativa u některých kandidátů nevycházela od samotných občanů, ale že sami kandidáti získávali podpisy údajných petentů především za pomoci pracovních sil, velmi často najatých za odměnu. Prohlašovala, že 1076 podpisů na její podporu získaných v duchu petičního zákona má podobnou, ne-li větší váhu než 50 000 podpisů získaných v rozporu s principem petičního práva. Soud tento názor odmítl s tím, že rozhodující pro posouzení zákonnosti je soulad se zákonem o volbě prezidenta republiky. Soud se rovněž pozastavil nad tím, že Klára Alžběta Samková zároveň zastupuje Tomia Okamuru (proti kterému vlastně tato její stížnost směřuje, protože právě v petici na jeho podporu bylo mimořádně velké množství chybných údajů).
Zatímco se Nejvyšší správní soud ve všech usneseních držel teze, že podpůrné petice vůbec nespadají a nespadaly pod působnost zákona o právu petičním, v usnesení ke stížnosti Kláry Alžběty Samkové naopak oponuje tezi, že by sběr podpisů nespadal pod působnost zákona o ochraně osobních údajů, a dovozuje, že tento obecnější zákon se vztahuje i na zpracování osobních údajů při této činnosti, třebaže to speciální zákon o volbě prezidenta republiky výslovně nezmiňuje.
Jiří Kesner navrhl zrušit registraci všech 8 zaregistrovaných kandidátů, a to v případě parlamentních kandidátů kvůli údajnému smíšení podpisů poslanců s podpisy senátorů, v případě kandidátů s občanskou podporou kvůli nedodržení zákona o právu petičním, konkrétně neuvedení autora petice a neuvedení údaje o oprávněném zástupci petičního výboru na petičních arších. První námitku shledal soud skutkově neopodstatněnou, druhou zamítl s odůvodněním, že tento typ petice nespadá do působnosti petičního zákona. Soud neuznal potřebnost přiřadit petiční archy ke konkrétním navrhovatelům (organizátorům petice) a za postačující uznal přiřazení archu k podporovanému kandidátovi.

### Lhůta pro sběr podpisů
Podle Samkové byla protiústavní též nepřiměřeně krátká lhůta pro sběr podpisů. Soud připustil, že toto řešení nebylo legislativně nejšťastnější, avšak na druhou stranu splnění podmínky některými dalšími kandidáty dokládá, že nešlo o podmínku nemožnou. Na příliš krátkou lhůtu po sběr podpisů si stěžovaly i Jana Bobošíková s Evou Morávkovou.

### Sebenominace
Oproti názoru Jiřího Dienstbiera, který se pokoušel zpochybnit aktivní legitimaci Jiřího Kesnera k podání stížnosti, Nejvyšší správní soud potvrdil, že zákon nezakazuje tzv. sebenominaci, kdy kandidát je totožný s navrhujícím subjektem, pokud jsou pro obě role splněny zákonné podmínky.

### Nedoložená podpora
Petr Cibulka tvrdil, že získal písemnou podporu a podpisy 253 726 občanů, které byly však zadrženy na poště a použity na podporu ostatních kandidátů. Soud to označil za krajně nevěrohodnou spekulaci nepodloženou žádnými relevantními důkazy.
Na kandidátní listině Anny Kašné bylo podle ministerstva uvedeno, že ji podává 20 poslanců a 10 senátorů, ale jejich návrh se seznamem, podpisy aj. chyběl. Rovněž na ní chyběly údaje o kandidátce i zmocněnci navrhujících poslanců a senátorů a jeho podpis a údaje o členech volebního výboru. Kandidátka v prohlášení uvedla nesprávně místo trvalého pobytu. K listině nebyl připojen výpis z účtu, tj. údaj o finančních prostředcích převedených na volební účet. Anna Kašná ve stížnosti uvádí, že 30. září 2012 doručila Milanu Štěchovi do Senátu veškeré listiny ohledně majetku a vkladu včetně životopisu s přílohami. Tvrdí, že její kandidátní listinu podepsalo 10 senátorů a 4 poslanci, jmenovitě uvedla Ing. Václava Klučku, JUDr. Jiřího Pospíšila, Karla Schwarzenbergera a Ing. Zdeňka Škromacha. Tato tvrzení podle soudu nijak důkazně nedoložila. Ve stížnosti dále obšírně popsala údajné tunelování svých majetků, restituční a další spory a autonehodu, kvůli níž se octla na vozíku, a připojila řadu s věcí nesouvisejících příloh. Podle soudu nemá její tvrzení žádnou oporu ve spisovém materiálu a je tedy postaveno najisto, že navrhovatelka nedodala žádné podpisy na kandidátní listinu a neopravila ani další vady kandidátní listiny.

### Kontrola petic
Zákonný konstrukt „získání podpory občanů“ označila Klára Samková za privatizaci státní moci. Podle ní se stát vyvinil ze své povinnosti zabezpečovat výkon státní moci a státní správu a toto své oprávnění a povinnost předal soukromým osobám – kandidátům, přičemž pro jejich jednání nestanovil žádná pravidla k ochraně osobních údajů, což mělo vliv na velkou chybovost, protože kandidát nemá žádnou možnost ověřit pravost údajů a zabránit nepravdivým údajům, a zákon tak pod sankcí nařizuje kandidátovi něco, co nemůže splnit. Soud označil tento argumenty za „s věcí se míjející“, protože otázka správnosti či nesprávnosti údajů na petici navrhovatelky nebyla pro řízení o registraci její kandidátní listiny podstatná a neměla žádný vliv na odmítnutí její registrace. Obdobné námitky byly obsaženy též ve stížnosti Tomia Okamury, kterého zastupovala Klára Alžběta Samková. Nejvyšší správní soud připomenul usnesení Ústavního soudu z roku 1996, z něhož lze dovozovat přičitatelnost vad a nedostatků v petici kandidátovi, přičemž podle NSS je věcí kandidáta, zda bude na základě dobrovolné spolupráce petentů ověřovat jejich identitu, nebo zda na takové ověřování rezignuje s rizikem chybovosti údajů. V případě Tomia Okamury soud připomenul, že chybovost jeho petice je řádově vyšší než chybovost petic většiny ostatních kandidátů. Vůči formulaci o privatizaci státní moci se soud ohradil.
Rovněž Jana Bobošíková s Evou Morávkovou namítaly, že zákon neumožnil kandidátům údaje uváděné občany na petičních listinách jakkoliv ověřovat a zákonná úprava nedává kandidátům ani možnost kontrolovat postup ministerstva při výběru kontrolních vzorků a kontrole jednotlivých údajů.
Petr Cibulka rovněž napadl, že zákon neumožňuje veřejnou kontrolu rozhodování o registraci kandidátních listin a že pravost podpisů není žádným způsobem kontrolována a občané nemají žádnou možnost kontroly proti zneužití svého jména a údajů. Tuto námitku soud zamítl vzhledem k tomu, že navrhovatel předložil petici pouze s 319 podpisy a tedy nemohl být postupem nijak dotčen.
Klára Alžběta Samková ve stížnosti zmínila svévolné a nesmyslné výklady a zbabělý právní formalismus ministerstva, masivní nesrovnalosti a lehkomyslnost při rozhodování o kandidátní listině. Kláře Samkové například v prvním přípisu sdělil, že dodala jen 128 podpisů, ačkoliv dodala 128 archů podpisů. Zmínila též neschopnost ministerstva identifikovat správné bydliště Miloše Zemana a rozhodnutí ministerstva změnit matematické zákony. Soud tyto argumenty shrnul jako „s věcí se míjející“ a odmítl se jimi zabývat. Obdobné námitky se objevily i ve stížnosti Tomia Okamury, kterého zastupovala Klára Alžběta Samková. Písařskou chybu v případě počtu archů či podpisů soud neshledal jako projev lehkomyslnosti. Ani údajné obtíže s identifikací adresy Miloše Zemana podle soudu samy o sobě nenasvědčují „masivní nesrovnalosti“.
Jiří Kesner napadl princip namátkovosti při kontrole údajů u podpisů. Vyjádřit se k otázce namátkovosti kontroly soud nepřipustil jako svůj úkol. Tuto a další námitky odmítl jako spekulace s poukazem na to, že u navrhovatele vzhledem k počtu jím dodaných podpisů takové problémy nevyvstaly. Otázkou náhodnosti (namátkovosti) kontroly údajů se soud zabýval při vyřizování stížnosti Jany Bobošíkové a Evy Morávkové. Argumentoval tím, že nařízení Evropského parlamentu a Rady č. 211/2011, o občanské iniciativě, zmiňuje ověřování podpisů na základě vhodných kontrol, které mohou být prováděny na náhodně vybraném vzorku. Rovněž v USA se prý v některých státech ověřuje množství podpisů na petici jen kontrolou náhodně vybraného vzorku, vesměs jen v jednotkách procent. Soud připustil namátkovou kontrolu za jednu z možných zákonných a ústavně konformních cest.
Tomio Okamura tvrdil, že vybraný vzorek nesplňuje kritéria pro stanovení kontrolních vzorků ve smyslu náhodných vzorků, čímž došlo k zásadnímu zkreslení počtu platných hlasů. Tomio Okamura si stěžoval, že do kontrolních vzorků byly vybírány celé archy a nikoliv jednotlivé podpisy, což ovlivňuje míru chybovosti. Soud připustil, že obecně se tento rozdíl v postupu zřejmě může projevit v míře chybovosti, a to jak v prospěch, tak v neprospěch kandidáta, avšak konstatoval, že nelze tuto skutečnost přeceňovat. Skutečnost, že se náhodná kontrola týkala značného množství podpisů a jednotlivé archy obsahovaly relativně malý počet podpisů, podle soudu umožňuje akceptovat i náhodný výběr po celých arších, přičemž v neposlední řadě zákon takový výklad umožňuje.
Ministerstvo uvedlo, že uzavřelo s firmou Hewlett Packard s. r. o. smlouvu o dodávce služeb, jejíž součástí je i metodický pokyn ke kontrole petic, podle nějž probíhal postupný pseudonáhodný výběr kontrolního vzorku podle algoritmu lineárního kongruentního generátoru. Tím ministerstvo dokládá, že mu nemůže být vytýkáno, že nerespektovalo matematickou a statistickou vědu a že nepřizvalo odborníky z dané oblasti.
Tomio Okamura uvedl pochybnost plynoucí z toho, že chybovost druhého vzorku byla výrazně odlišná od chybovosti prvního vzorku. Podle jeho názoru by to mohlo být způsobeno buď nedostatečnou náhodností výběru vzorku, nebo tím, že druhý vzorek byl vyhodnocován jinou metodikou než první vzorek. Soudu nepostačila obecná odvolávka na překvapivost či statistickou nevěrohodnost hodnot, pokud navrhovatel nedokázal námitky konkretizovat. Ministerstvo uvedlo, že při kontrole druhého vzorku byly hledány též duplicity osob vůči prvnímu vzorku. Tím mimo jiné zdůvodnilo, že chybovost ve druhém vzorku je u většiny kandidátů výrazně vyšší než chybovost v prvním vzorku. Především tím zdůvodňovalo, že chybovost v celém souboru je vyšší než prostý průměr chybovostí zjištěných ve dvou vzorcích. Soud ve svém usnesení komentoval postup ministerstva, že druhý vzorek neposuzovalo stejným způsobem jako první vzorek, ale navíc vyhledávalo duplicity vůči prvnímu vzorku, ale nevyjádřil vůči tomuto postupu žádné výhrady.
Vladimír Dlouhý jako spornou otázku krom chybného výpočtu uvedl nesprávnost vyhodnocení jako „neověřených“ těch podpisů, u nichž jsou „uvedeny nesprávné údaje“. Soud nezjistil, že by postup ministerstva byl v rozporu se zákonem nebo že by použitý výklad zákona nebyl ústavně konformní. Tomio Okamura polemizoval s vyřazováním petentů z důvodu chyby v adrese například tím, že tento údaj má nicotný charakter, protože občan je identifikován svým jménem, příjmením, datem narození, příp. rodným číslem. Vyškrtnutí těch, kteří neuvedli adresu trvalého pobytu nebo ji uvedli nesprávně, je podle něj popřením ústavně zaručených práv tím, že je dávána přednost trvalému pobytu před jednoznačným projevem vůle občana. Tomio Okamura rovněž zpochybnil porovnávání údajů z petic s Centrálním registrem obyvatel s odůvodněním, že nad tímto souborem dat nemají občané kontrolu a chybovost v dalších registrech vedených státní správou vede k nedůvěře v jejich obsah, přičemž vyřazený petent nemá žádnou možnost se bránit, protože se o vyřazení svého podpisu vůbec nedozví. Ministerstvo se v řízení vyjádřilo, že akceptovalo i údaje, které odpovídaly evidenci obyvatel zpětně až do roku 2011. Ministerstvo připustilo možné chyby ve státních registrech, ale připomnělo, že mu využití těchto registrů ukládá zákon a že se jedná o nejspolehlivější zdroje, které může využít, přičemž podle zákona o základních registrech platí presumpce správnosti obsažených údajů. Vzhledem k tomu, že údaj o trvalém pobytu vyžaduje přímo prováděcí zákon o volbě, bylo podle soudu věcí přiměřené právní obezřetnosti kandidátů a organizátorů petice, aby upozorňovali petenty na nutnost jeho uvádění. Uvádění adresy trvalého pobytu soud považuje také za jednu z forem nepřímého ověření za situace, kdy nebylo možné uzákonit skutečné přímé ověřování. Soud v rámci vyřizování stížnosti Tomia Okamury porovnal vzorek údajů vyhodnocených ministerstvem jako chybové s údaji v Centrálním registru obyvatel a u žádného z nich nezjistil pochybení ministerstva. Co se týče spolehlivosti registru obyvatel, na rozdíl od registru vozidel nebyly jeho údaje exaktně zpochybněny a námitka se tak opírá do značné míry o pouhou spekulaci, takže případné chyby soud nepovažoval za podstatné.
Soud konstatoval, že podle zmocňovacího ustanovení zákona mělo ministerstvo postup při kontrole správnosti údajů uváděných na kandidátních listinách stanovit vyhláškou v dohodě s Českým statistickým úřadem, zatímco ve skutečnosti jej stanovilo jen metodickým pokynem. Nicméně soud konstatoval, že ze znění zákona nevyplývá, že by se toto ustanovení vztahovalo nejen na kontrolu kandidátních listin, ale i přiložených petic, protože zákon lze vykládat tak, že petice je součástí kandidátní listiny, i tak, že je samostatným připojeným dokumentem, čemuž nasvědčuje systematický výklad zákona.

### Výpočet chybovosti
Proti výpočtu údajné chybovosti obou vzorků metodou součtu jejich chybovostí se ve stížnosti ohradili zejména Tomio Okamura, Vladimír Dlouhý a Jana Bobošíková. Tomio Okamura navrhl ustanovení znalce nebo znaleckého ústavu, který by se vypořádal s námitkami vůči matematickému postupu.
Podle navrhovatelek Jany Bobošíkové a Evy Morávkové z ustanovení § 25 odst. 6 zákona o volbě prezidenta republiky nelze jazykovým výkladem dovodit, že by celková procentuální chybovost měla být součtem procentuální chybovosti zjištěné v obou kontrolních vzorcích a výklad ministerstva vnitra odporuje základním výkladovým principům. I pokud by byl připuštěn dvojí výklad, musí být zvolen takový, který je příznivější pro adresáta právní normy.
Ministerstvo se v řízení vyjádřilo, že ustanovení setrvale vykládá tak, že se zjištěná procenta chybovosti sčítají, což dle vyjádření ministerstva plyne ze znění ustanovení i z důvodové zprávy. Vzorec založený na tomto předpokladu byl údajně obsažen i v Metodickém pokynu ke kontrole petic, který byl přílohou smlouvy s firmou Hewlett-Packard s. r. o. o dodávce služeb za účelem realizace veřejné zakázky „Automatizace ověření petice pro přímou volbu prezidenta“. Ministerstvo považuje za nesprávné, aby od počátku zastávaný výklad byl účelově měněn v průběhu volebního procesu. Ministerstvo dále namítalo, že použití prostého průměru by nevedlo ke správnému výsledku reflektujícímu chybovost v celé petici, konkrétně chyby závislé na velikosti kontrolního vzorku, protože ve druhém vzorku byly hledány i duplicity vůči prvnímu vzorku. Ministerstvo ve svém vyjádření spekulovalo o možných výpočtech s duplicitami, podle kterých by Jana Bobošíková stejně nedosáhla 50 000 uznaných podpisů.
Soud uvedl, že z výlučně gramatického znění lze dovodit obě výkladové možnosti. Podle soudu si k formulaci „který procentuálně odpovídá chybovosti v obou kontrolních vzorcích“ lze jistě představit výklad tendující k součtu i ke zprůměrování procentuální chybovosti obou vzorků. Soud uznal, že výklad provedený ministerstvem vnitra je z čistě jazykového hlediska možný. V dalším rozhodování se soud odvolával na potřebu správného a funkčního výkladu v souladu se smyslem a účelem dané normy a ústavní konformitou, jejím systematickým začleněním, vazbou na jiné normy a výkladem pomocí tzv. historického zákonodárce. Podle soudu ani ze znění důvodové zprávy nelze dovozovat, že postup ministerstva odpovídal úmyslu navrhovatele zákona, protože i toto znění lze vykládat oběma způsoby. Základním problémem zvoleného výkladu podle soudu je, že presumoval nesprávnost předkládaných údajů dokonce nad rámec exaktních zjištění z obou prověřovaných vzorků, zatímco postup ministerstva musí být založen na presumpci správnosti překládaných údajů, nikoliv na myšlence, že by kandidáti měli být za nesprávné nebo neúplné údaje nějakým způsobem sankcionováni. Ze zákona nelze dovodit úmysl zákonodárce sankcionovat nesprávné údaje a proto by uložení sankce bez zákonné opory bylo zcela jistě protiústavní. Samotnou presumpci nesprávnosti údajů na petici považuje soud za ústavněprávně přípustnou, avšak při její aplikaci je namístě maximální míra restriktivnosti, tedy ministerstvo by nemělo dovozovat neúplnost nebo nesprávnost údajů bez výslovné zákonné opory ani porušovat zásadu proporcionality. Proto soud považuje způsob výkladu a aplikace provedený ministerstvem za jednoznačně protiústavní a také nelogický, protože pokud namátkové prověřování bylo prováděno za účelem zjištění statistické míry chyb, nedává žádný smysl, aby byly tyto procentuální údaje mechanicky sečteny. Soud za ústavně konformní prohlásil ten postup, při němž je použit průměr chybovosti z obou vzorků.
Dodatečná argumentace ministerstva, uvádějící alternativní kalkulaci a nabízející úplně jinou metodiku výpočtu založenou na oddělení chyb závislých na velikosti vzorku a chyb nezávislých na velikosti vzorku, se soudu jeví jako značně účelová a proto jí soud nepřiznává žádnou relevanci.

### Lhůta pro podání stížnosti
Jako protiústavní napadl Petr Cibulka též neúměrně krátkou lhůtu pro podání stížnosti proti rozhodnutí o odmítnutí kandidátní listiny, podobnou námitku uplatnila i Klára Alžběta Samková a Tomio Okamura. Soud se s námitkou vypořádal konstatováním, že návrhy Petra Cibulky i Kláry Samkové byly podány včas a tedy jim nebyl upřen přístup k soudu. Obecně ji pak zamítl s tím, že s ohledem na veřejný zájem a význam voleb lze po oprávněném navrhovateli požadovat určitou míru znalosti a přípravy, aby případný návrh mohl být podán ve stanovené lhůtě. Zároveň soud konstatoval, že lhůta je fakticky nejméně pětidenní, protože za den fikce doručení je zákonem stanoven třetí den od vyvěšení rozhodnutí a nepracovní dny se do dvoudenní lhůty nezapočítávají. Proti námitce Kláry Samkové, že tak krátká lhůta nemá obdoby, soud konstatuje, že obdobné lhůty jsou stanoveny i v dalších volebních zákonech.
Stížnost Ivety Heimové, podanou 29. 11. 2012, tedy o den pozdě, soud odmítl jako opožděnou.

### Odlišné stanovisko
V usneseních o stížnostech Tomia Okamury, Vladimíra Dlouhého a Jany Bobošíkové uplatnili společně nesouhlasné odlišné stanovisko soudci Josef Baxa (předseda NSS), Radan Malík a Jan M. Passer.
Podle nich zákonodárce jasně nesplnil povinnost uloženou ústavodárcem a přijatou zákonnou úpravou znemožnil kontrolu podpisů v jakékoliv podobě, jak při podepisování, tak dodatečně. Zákon zcela rezignoval na kontrolu podpisů, byť i jen namátkovou. Důvodová zpráva k ústavnímu zákonu výslovně uváděla, že počet požadovaných podpisů byl stanoven s ohledem na to, aby umožnil ověření, že podpisy nejsou fiktivní. Z argumentace ústavodárce lze vyvozovat, že předpokládal kontrolu všech podpisů, včetně identifikace petenta. Zákonodárce podle nich dále neupravil ústavně konformně promítnutí namátkové kontroly do zbývající části petic a tím porušil základní politické právo uchazečů. Zákonem stanovené způsoby odečtu údajů (petentů) nejsou matematicky ani právně odůvodnitelné. Při přijímání zákonné úpravy zcela chyběly úvahy o míře pravděpodobnosti, s jakou má být splněn ústavní požadavek. Dále podle nich zákonodárce vyloučil účinný soudní přezkum. Bezzubým zákonem tak vytvořil prostředí, v němž se podpora kandidáta peticemi může zvrhnout v pouhé ověření schopnosti kandidáta nashromáždit předepsaný počet správných osobních údajů. Nedostatek zákona dosahuje podle nich protiústavní intenzity, přičemž tato situace by si zřejmě vynutila širší zásah Ústavního soudu do volebního zákona než jen pouhé zrušení jednoho či dvou odstavců. Podle odlišného stanoviska soud pochybil, když se rozhodl předpokládat ústavnost volebního zákona. Snaha neblokovat volby soudním iniciováním řízení u Ústavního soudu je sice pochopitelná, ale to, aby se volby konaly podle pravidel, které si společnost určila, považují autoři stanoviska za stejně důležité jako volby samotné, aby se volby nestaly svou vlastní karikaturou. Historie a zkušenost současného světa nás učí, že cesta k popření principů právního státu je často lemována patníky demokratických voleb.

## Ústavní stížnosti

### Postoje některých soudců
Neústavnost volebního zákona připustili ve svém odlišném stanovisku k rozhodnutí z 13. prosince 2012 tři soudci Nejvyššího správního soudu včetně jeho předsedy Josefa Baxy. Jádro jejich argumentace je v tom, že zákonodárce nesplnil povinnost uloženou ústavodárcem, protože zákon vůbec neumožňuje žádný způsob kontroly pravosti podpisů a ani zákonem stanovený způsob odečtu petentů na základě náhodné kontroly údajů není právně ani matematicky odůvodnitelný. Názor předsedy Nejvyššího správního soudu Baxy však zůstal v soudním senátu menšinový a proto Nejvyšší správní soud o přezkum ústavnosti zákona nepožádal.
Předseda Ústavního soudu Pavel Rychetský řekl o prováděcím zákonu, že od počátku „kritizoval jeho výrazné legislativní nedostatky. A to mluvím dosti taktně“, avšak nikdy se nevyjadřoval k tomu, zda odporuje ústavě, což mu není dovoleno.

### Podání
Ústavní stížnost proti rozhodnutí Nejvyššího správního soudu lze podat do dvou měsíců od jeho doručení.
První ústavní stížnost ohledně volebního zákona podal aktivista Lukáš Kohout již v listopadu 2011. Údajně poukázal na zásah do práv Kláry Samkové.
Klára Samková ohlásila záměr podat ústavní stížnost už před rozhodnutím NSS, 13. prosince jej potvrdila v televizi. Chtěla napadnout prováděcí zákon k přímé volbě i samotný ústavní zákon. V den ohlášení verdiktu Nejvyššího správního soudu její záměr potvrdil Tomio Okamura, jehož před NSS zastupovala, a upřesnil, že stížnost podá do Vánoc. Do 3. ledna 2013 však Ústavní soud stížnost podanou jménem Kláry Samkové neobdržel. Tomio Okamura i Vladimír Dlouhý po verdiktu řekli, že do konce lhůty chtějí situaci analyzovat a rozhodnout se, zda rozhodnutí NSS napadnou. Tomio Okamura 17. prosince 2012 oznámil, že se na Ústavní soud obrátí a že se chce bránit proti slovům soudce Vojtěcha Šimíčka, který uvedl, že Okamurovy archy byly psané jednou rukou. Chtěl argumentovat, že slova zákona „Každý občan podporující kandidaturu kandidáta uvede na podpisový arch své jméno, příjmení, datum narození a adresu místa trvalého pobytu a připojí vlastnoruční podpis“ umožňují, aby petent údaje nadiktoval dobrovolníkovi. Zásadním důvodem stížnosti podle Okamury „je a bude vyvracení lží doktora Šimíčka“. Na tiskové konferenci Okamura k rozhodnutí NSS prohlásil: „Čtyři ze sedmi jeho soudců sami autocenzurou a preventivně uvažovali politicky a namísto spravedlnosti hledali řešení nejprůchodnější pro politiky.“ Stížnost hodlal podat mezi svátky. Vladimír Dlouhý 17. prosince oznámil, že stížnost k Ústavnímu soudu zváží jen v případě, že by volba byla odložena, protože nechce ohrozit termín volby z pozice člověka, jehož šance ve volbě nejsou velké. Opět vyjádřil přesvědčení, že pod peticí na podporu jeho prezidentské kandidatury je podepsáno více než 50 tisíc skutečných, jednoznačně definovatelných podporovatelů jeho kandidatury a že je mu odpíráno ústavní právo. I Dlouhý se ohradil proti slovům soudce Šimíčka a označil za nedůstojné, aby soudce před veřejností otevřeně spekuloval o tom, že kandidáti podpisy manipulovali.
Druhou ústavní stížnost podal Zbyšek Dřevojan ze Znojma (známý jako předseda občanského sdružení Znojemské okurky, vydavatel regionálního týdeníku a obviněný z vydírání a stalkingu své bývalé přítelkyně) Ve stížnosti napadl vytváření překážek nezávislým kandidátům, tedy požadavku podpůrných podpisů. Při podání nesplnil zákonnou podmínku zastoupení advokátem a požádal, aby mu ho přidělil Ústavní soud, ten to však podle mluvčí soudu nedělá.
Třetí stížnost podal zamítnutý kandidát Jiří Kesner. Domáhá se, aby byl připuštěn jako kandidát i bez zákonem vyžadovaných podpisů.
Zamítnutý kandidát Tomio Okamura podal stížnost až 27. prosince 2012. Navrhl zrušit usnesení Nejvyššího správního soudu a rozhodnutí ministerstva vnitra o zamítnutí kandidatury a připojil tři akcesorické návrhy, a to na odložení termínu voleb a na zrušení pasáží volebního zákona č. 275/2012 Sb. (celé § 25 a 26, dvoudenní lhůta v § 65 odst. 1), celé prováděcí vyhlášky 294/2012 Sb. a vypuštění požadovaného počtu nejméně 50 000 podpisů z Ústavy (který napadá pro rozpor s materiálním jádrem Ústavy, resp. jako změnu podstatných náležitostí demokratického právního státu). Časová tíseň a spěch při aplikaci a realizaci zákonů podle stížnosti zcela znehodnocuje dotčené zákonné normy a vznáší zásadní pochybnosti o jejich ústavnosti z důvodu faktické nerealizovatelnosti zákonných ustanovení. Ve stížnosti je například napadeno, že volební zákon neumožňuje kandidátovi dát záruku, že citlivé osobní údaje z petic nebudou zneužity. Uvádění nepravdivých údajů některými petenty pak stížnost interpretuje jako projev obav z nedostatku ochrany osobních údajů, citovanými analýzami pak dokládá, že se kandidát může stát obětí nekalých praktik a nekalé soutěže a cíleného podvržení falešných archů s falešnými podpisy. Dále dovozuje, že i petice na podporu prezidentského kandidáta je výkonem práva petičního, které je upraveno zákonem č. 85/1990 Sb., a že podpisy sesbírané před datem účinnosti volebního zákona bylo možné sbírat pouze na základě platného petičního zákona, který nevyžaduje údaj o evidovaném trvalém bydlišti, ale o bydlišti. Neuznání těchto podpisů považuje za porušení petičního práva. Stížnost vznáší pochybnosti ohledně chybovosti registru obyvatel, zohledňování změn údajů mezi datem podpisu a datem kontroly, či otázku, zda ministerstvo počítalo jako chybu, když občan uvedl např. název ulice Jana Wericha jako Werichova. Podle stížnosti je dále z matematického hlediska zřejmé, že na základě nejasně formulovaného zákona dospělo ministerstvo ke zcela nevěrohodným číslům, které dále interpretovalo zcela nesmyslným matematickým postupem. Stížnost napadá, že prováděná kontrola ve skutečnosti neověřuje a nemůže ověřit pravost vůle podporovatele, a dále deklaruje, že jakákoliv namátkovost či nahodilost je v rozporu s principem právní jistoty a předvídatelnosti jakéhokoliv rozhodnutí státní moci. Zákonnou úpravu označovanou za „přímou volbu prezidenta“, považuje stěžovatel za obejití vůle občanů a politickou kamufláž, které se zákonodárci na občanech dopustili.
28. prosince podal ústavní stížnost zamítnutý kandidát Petr Cibulka. Žádal zaregistrování své kandidatury a odložení voleb do doby, než dojde k úpravě protiústavního volebního zákona.
31. prosince 2012 podala ústavní stížnost zamítnutá kandidátka Anna Kašná.
4. ledna podal stížnost nezaregistrovaný kandidát Karel Světnička. Žádal odklad voleb, zrušení změny ústavy i prováděcího zákona k přímé volbě.

### Vyřizování
Ústavní soud 17. prosince přislíbil, že se stížnostmi začne zabývat okamžitě po doručení, termín rozhodnutí se však podle mluvčí nedal odhadnout. O stížnostech zamítnutých kandidátů Kesnera, Okamury, Cibulky a Kašné rozhodovalo plénum (které po vypršení dvou mandátů čítá 13 soudců), soudci zpravodaji byl jmenován Jiří Nykodým pro stížnost Jiřího Kesnera, Pavel Rychetský pro stížnost Tomia Okamury, Michaela Židlická pro stížnost Petra Cibulky a Stanislav Balík pro stížnost Anny Kašné. Stížnost Lukáše Kohouta dostal přidělenou tříčlenný senát se zpravodajem Vlastou Formánkovou, Zbyška Dřevojana tříčlenný senát se soudcem zpravodajem Stanislavem Balíkem. Předpokládalo se, že senát Dřevojanovo podání odmítne bez projednání. Do 3. ledna 2012 si Ústavní soud vyžádal a obdržel stanoviska vyjádření ministerstva vnitra a Nejvyššího správního soudu. K posouzení ústavnosti zákonů (tj. ke konkrétní kontrole norem) by si mohli vyžádat ještě vyjádření Poslanecké sněmovny a Senátu.
Pavel Rychetský krátce po svém jmenování soudcem zpravodajem pro stížnost Tomia Okamiury prohlásil, že je dost fundovaně argumentovaná a rozsáhlá a zjevně není frivolní. Vzhledem k časové tísni svolal plénum ÚS na 4. ledna. Toho dne plénum jednomyslně odmítlo ústavní stížnosti nezaregistrovaných kandidátů Kesnera, Kašné a Cibulky jako zjevně neopodstatněné. O těchto třech stížnostech soud rozhodl, přestože navrhovatelé nesplnili povinnost být zastoupeni advokátem.
4. ledna 2013 Ústavní soud jednomyslným usnesením pléna odmítl návrh Tomia Okamury na předběžné opatření spočívající v odložení voleb. Důvodem bylo, že proti rozhodnutí předsedy Senátu o vyhlášení voleb ústavní stížnost nesměřovala a návrhu na odklad vykonatelnosti rozhodnutí lze vyhovět pouze ve vztahu k rozhodnutí, proti němuž ústavní stížnost směřuje. Dodatečně Tomio Okamura upřesnil svůj návrh na požadavek „pozbytí platnosti“ onoho rozhodnutí. Ústavní soud konstatoval, že stěžovatel ani neuvedl žádný důvod, pro který by rozhodnutí předsedy Senátu zasáhlo do jeho základních práv a svobod. O zbytku jeho stížnosti měl soud ještě rozhodovat.
7. ledna 2013 generální sekretář soudu Tomáš Langášek oznámil, že rozhodnutí o stížnosti Tomia Okamury oznámí soud 10. ledna v 10 hodin. Novinky.cz zveřejnily, že Langášek pro ranní Právo řekl, že o ní je již rozhodnuto (neprozradil, zda jednomyslně) a aparát soudu již jen zpracovává odůvodnění; to naznačuje zamítnutí ve všech bodech: Na dotaz, zda nebude řízení o stížnosti pozastaveno kvůli posuzování ústavnosti napadených ustanovení zákona, Langášek řekl: „Na tuto otázku si musíte logicky odpovědět sám.“  Ústavní stížnost soud jednomyslným rozhodnutím pléna, datovaným 7. ledna a zveřejněným 10. ledna, zamítl s tím, že v napadených rozhodnutích porušení stěžovatelových ústavně zaručených práv neshledal, a návrhy spojené s ústavní stížností odmítl, protože ustanovení ústavního a prováděcího zákona, jež stěžovatel namítal jakožto protiústavní, se buď objektivně jeho základních práv dotknout nemohla, nebo nebyla v jeho neprospěch aplikována. Soud konstatoval, že i kdyby stěžovatelem tvrzené „protiústavnosti“ byly zjištěny, důsledkem navrhované derogace by nemohlo být zlepšení právního postavení stěžovatele.
Soud v rozhodnutí o stížnosti Tomia Okamury konstatoval, že se za dané procesní situace nemohl zabývat napadenými ustanoveními ústavního či prováděcího zákona. Formou obiter dicti však přičinil poznámku, že je zřejmé, že zákon o volbě prezidenta republiky obsahuje mezeru, která by mohla být hodnocena jako protiústavní, pokud neukládá ověření skutečného, nezaměnitelného a individualizovaného projevu vůle petenta, tj. ověření pravosti jeho podpisu. Ústavní soud vyjádřil přesvědčení, že zákonodárce v nejbližší budoucnosti tento nedostatek zákona o volbě prezidenta republiky odstraní.